# Notturno op. 15 n. 2 (Chopin)
Il Notturno Op. 15 n. 2 è una composizione per pianoforte scritta da Fryderyk Chopin a Parigi fra il 1831 e il 1833. L'opera, come le altre due dell'op. 15, è dedicata al pianista Ferdinand Hiller.
Il Notturno è scritto nella chiave di Fa diesis maggiore. Secondo la scrittura musicale romantica per esprimere sentimenti semplici e sereni veniva preferito il Do maggiore o tonalità a esso vicine; le tonalità più lontane erano espressione di stati d'animo inquieto, a volte insolito o turbato. Questa composizione è in Fa diesis maggiore, la tonalità più lontana fra tutte, che rivela infatti la tensione e l'inquietudine di alcuni passaggi.
Come nel notturno in Mi bemolle maggiore, è di notevole importanza l'uso degli abbellimenti, tutti adattamenti per il pianoforte del belcanto italiano; come in quello, i motivi tematici vengono esposti una prima volta semplicemente, poi, poco a poco, sempre più abbelliti e arricchiti a ogni nuova riproposta con trilli, appoggiature, gruppetti scritti per esteso, accordi arpeggiati.
Il primo tema che apre il brano con l'indicazione di Larghetto, è molto semplice, caldo e tranquillo. La sezione centrale, profondamente romantica, presenta un contrasto assai pronunciato rispetto alla parte iniziale: la velocità raddoppia, la melodia si anima e diviene impetuosa, quasi ansante, tingendosi dei colori armonici più vividi; presentata in un'altra tonalità suggerisce un'atmosfera più inquieta. L'autore la scrive in doppio movimento, due volte più veloce, ma anche con sonorità smorzate. Nella ripresa il tema non comprende la riproposta e presenta diverse variazioni rispetto a quello iniziale. Rivestita ora ancor di più di deliziosi abbellimenti, riporta però all'atmosfera iniziale, con l'aggiunta di una piccola coda di quattro battute di arpeggi discendenti, come un veloce commiato.